# Garrymore GAA
Il Garrymore GAA è un club della Gaelic Athletic Association che rappresenta la cittadina di Killeenrevagh, nella contea di Mayo. La squadra prende parte ai tornei della contea sia a livello di calcio gaelico che di hurling. I maggiori successi sono stati conseguiti a livello di calcio gaelico, grazie a 6 titoli di contea tutti tra gli anni 70 e 80. La squadra raggiunse l'apice quando trionfò a livello provinciale nel 1981.

## Titoli
- Connacht Senior Club Football Championship: 1
  - 1981
- Mayo Senior Football Championship: 6
  - 1974, 1975, 1976, 1979, 1981, 1982